# Mega Manga
 Mega Manga is het 12de en tevens laatste stripverhaal van En daarmee basta!. De reeks werd getekend door striptekenaarsduo Wim Swerts en Vanas. Tom Bouden nam de scenario's voor zijn rekening. De strips zijn uitgegeven door de Standaard Uitgeverij. Het stripalbum verscheen op 16 december 2009 .

## Personages
In het verhaal spelen de volgende personages mee:
- Joost, Stijn, Ruben, Bert, Patsy, Isa, Laura, Manga

## Verhaal
Op een dag krijgt Patsy bericht dat ze een reclamefilmpje mag opnemen in Japan. Heel de bende reist mee naar Japan. Wanneer ze in Japan zijn maken ze kennis met de Japanse cultuur. Ze overnachten in een rustiek Japans hotelletje. De volgende dag gaat Patsy naar de studio om het reclamefilmpje te maken. Intussen bezoekt de rest de hoofdstad van Japan, Tokio. Al snel scheiden hun wegen in de grote stad. Ruben en Bert genieten van de karaoke en Joost en Stijn amuseren zich in een spelletjeshal. Isa en Laura ontmoeten Mangaki, een Japanse jongen. Terwijl hij hen gidst langs de mooiste plekjes van Tokio wordt hij gekidnapt. Maar om welke reden?

## Achtergronden bij het verhaal
- Een verwijzing naar de kunstschilders Rubens, Magritte en striptekenaars Hec Leemans, Wim Swerts door de naam op de rug van enkele boeken in het boekenrek.
- Het album eindigt met een stripversie van de tv-generiek en talrijke verwijzingen naar de vorige albums.
- Patsy die een reclamefilmpje maakt in Japan is een verhaallijn die ook in de tv-reeks werd gebruikt.